# Пенья (Тюменская область)
Пенья — посёлок в Тобольском районе Тюменской области России. Входит в состав Надцынского сельского поселения.

## География
Посёлок Пенья находится приблизительно в 78 км от Тобольска, в северо-восточной части Тобольского района и в западной части входящего в его состав Надцынского сельского поселения.
С физико-географической точки зрения, посёлок расположен в Западной Сибири, на правом берегу реки Иртыш.
Ранее в посёлке существовал лесхоз. Сейчас Пенья находится на территории государственного комплексного заказника регионального значения «Тобольский материк».

## Население
| 2010 |
| ---- |
| 53   |

## Известные уроженцы
- Алексей Валерьевич Орлов — Глава Екатеринбурга с 9 февраля 2021 года.